# Region Surselva
Die Region Surselva ist eine Verwaltungseinheit des Kantons Graubünden in der Schweiz, die durch die Gebietsreform auf den 1. Januar 2017 entstand.
Die Region Surselva deckt dasselbe Gebiet ab wie der bis zum 31. Dezember 2016 bestehende Bezirk Surselva. Allerdings wurden die Kreise Disentis, Ilanz, Lumnezia/Lugnez, Ruis und Safien auf den 31. Dezember 2016 aufgelöst.

## Einteilung
Zur Region Surselva gehören folgende Gemeinden:
Stand: 1. Januar 2018
| Wappen            | Name der Gemeinde | Einwohner (31. Dezember 2023) | Fläche in km² | Einw. pro km² |
| ----------------- | ----------------- | ----------------------------- | ------------- | ------------- |
| Breil/Brigels     | Breil/Brigels     | 1713                          | 96,58         | 18            |
| Disentis/Mustér   | Disentis/Mustér   | 2080                          | 90,99         | 23            |
| Falera            | Falera            | 627                           | 22,36         | 28            |
| Ilanz/Glion       | Ilanz/Glion       | 5030                          | 133,48        | 38            |
| Laax              | Laax              | 2112                          | 31,71         | 67            |
| Lumnezia          | Lumnezia          | 2072                          | 165,47        | 13            |
| Medel             | Medel (Lucmagn)   | 328                           | 136,22        | 2             |
| Obersaxen Mundaun | Obersaxen Mundaun | 1148                          | 70,36         | 16            |
| Safiental         | Safiental         | 963                           | 151,42        | 6             |
| Sagogn            | Sagogn            | 766                           | 6,92          | 111           |
| Schluein          | Schluein          | 612                           | 4,79          | 128           |
| Sumvitg           | Sumvitg           | 1079                          | 101,88        | 11            |
| Trun              | Trun              | 1154                          | 51,90         | 22            |
| Tujetsch          | Tujetsch          | 1171                          | 133,91        | 9             |
| Vals              | Vals              | 949                           | 175,56        | 5             |
| Total (15)        | Total (15)        | 21'804                        | 1373,55       | 16            |

## Veränderungen im Gemeindebestand

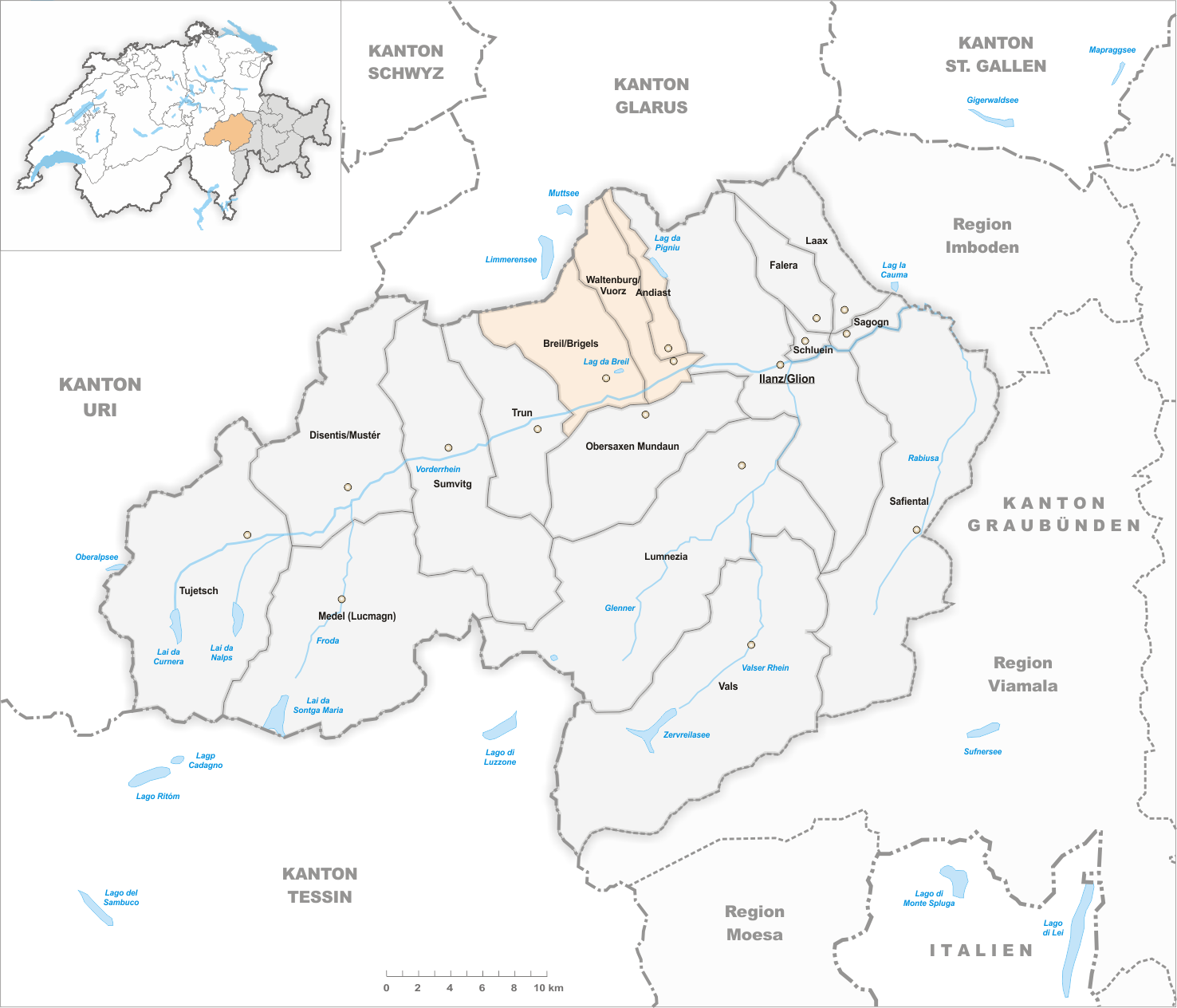
Gemeinden bis 2017

- 2018: Fusion Andiast, Breil/Brigels und Waltensburg/Vuorz  →  Breil/Brigels

Siehe auch den Artikel Surselva (als Landesgegend)